# Microcacia longiscapa
Microcacia longiscapa är en skalbaggsart som beskrevs av Stefan von Breuning 1939. Microcacia longiscapa ingår i släktet Microcacia och familjen långhorningar. Inga underarter finns listade i Catalogue of Life.